# Merychyus
Merychyus és un gènere extint de mamífers artiodàctils de la família dels mericoidodòntids que visqueren a Nord-amèrica durant el Miocè, fa entre 10,3 i 23 milions d'anys. Se n'han trobat restes fòssils al Canadà, els Estats Units i Mèxic. Tenien les potes llargues i estaven dotats de dents de corona alta que els servien per pasturar. Eren unes de les preses més habituals de l'amficiònid Daphoenodon, com ho indica el fet que la meitat dels ossos trobats en caus de Daphoenodon al Monument Nacional de les Capes Fossilíferes d'Agate pertanyen a Merychyus.